# Apollo (пісня)
«Apollo» — пісня гурту Timebelle для конкурсу  Євробачення 2017 в Києві, Україна. Пісня була виконана у другому півфіналі Євробачення, 11 травня, але до фіналу не пройшла.

## Список композицій
| Digital download | Digital download    | Digital download |
| #                | Назва               | Тривалість       |
| ---------------- | ------------------- | ---------------- |
| 1.               | «Apollo» (Main)     | 2:59             |
| 2.               | «Apollo» (Singback) | 2:59             |